# نیکی کسانتو
نیکی کسانتو (یونانی: Νίκη Ξάνθου؛ زادهٔ ۱۱ اکتبر ۱۹۷۳) ورزشکار پرش طول اهل یونان بود.
وی در مسابقات کشوری و بین‌المللی در مجموع برندهٔ ۱ مدال طلا، ۱ مدال نقره شده است.